# Pasji dnevi (film)
Pasji dnevi (angleško Wag the Dog) je ameriški komični film iz leta 1997, v katerem so zaigrali Dustin Hoffman, Robert De Niro in Anne Heche.
Sam film prikazuje skupino ljudi, ki na ukaz političnega vrha ZDA manipulirajo z množičnimi mediji, da bi prikrili spolni škandal predsednika ZDA. Ta manipulacija na koncu privede do ustvaritve lažne vojne med ZDA in Albanijo.
Film tako prikazuje, kako lahko politiki z manipulacijo množičnih medijev vplivajo na skupno voljo in zavest državljanov.